# Бентсон, Нильс Вигго
Нильс Ви́гго Бе́нтсон (дат. Niels Viggo Bentzon; 24 августа 1919, Копенгаген, Дания — 25 апреля 2000, Фредериксберг, Копенгаген, Дания) — датский композитор, пианист, органист и педагог. Правнук Йохана Петера Эмилиуса Хартмана, дядя Ларса фон Триера.

## Биография
В 1938—1941 годах учился в Королевской Датской консерватории у Кнуда Еппесена (музыкально-теоретические дисциплины), Кристиана Кристиансена (фортепиано) и Эмилиуса Бангерта (орган). В 1943 года дебютировал как пианист и с этого же года стал активно концертировать. С 1945 года — преподаватель Ютландской музыкальной академии (Орхус), а с 1949 года — Королевской Датской консерватории (Копенгаген), где в 1960 году становится доцентом. Автор свыше 500 музыкальных сочинений. Наиболее значимыми из них являются 14 отдельных наборов из 24 прелюдий и фуг, известных под общим названием «Закаленное фортепиано», которые представляют собой пример музыки 20-го века, написанной на всех 24 мажорных и минорных тональностях. Ему принадлежит первый учебник додекафонии на датском языке «Двенадцатитоновая музыка» («Tolvtonemusik», København, 1950).

## Сочинения
- опера «Фауст 3» / Faust III
- опера «Улисс» / Ulysses
- опера «Савонарола»[3] / Savanorola
- балета «Женни фон Вестфален»[4] / Jenny von Westphalen
- балет «Дуэль» / Duell
- балет «Куртизанки» / Kurtisanen
- 24 симфонии

## Фильмография
- 1960 — Кай Нильсен / Kai Nielsen
- 1960 — Et par ord om Danmark
- 1966 — Жених / Gift
- 1967 — Det tvungne giftermål

## Награды
- 1965 — Кавалер ордена Данеброг
- 1977 — Кавалер 1 класса Ордена Данеброг